# Magna Science Adventure Centre
Il Magna Science Adventure Centre è edificio adibito come centro espositivo inerente alla produzione dell'acciaio localizzato a Rotherham.

## Descrizione

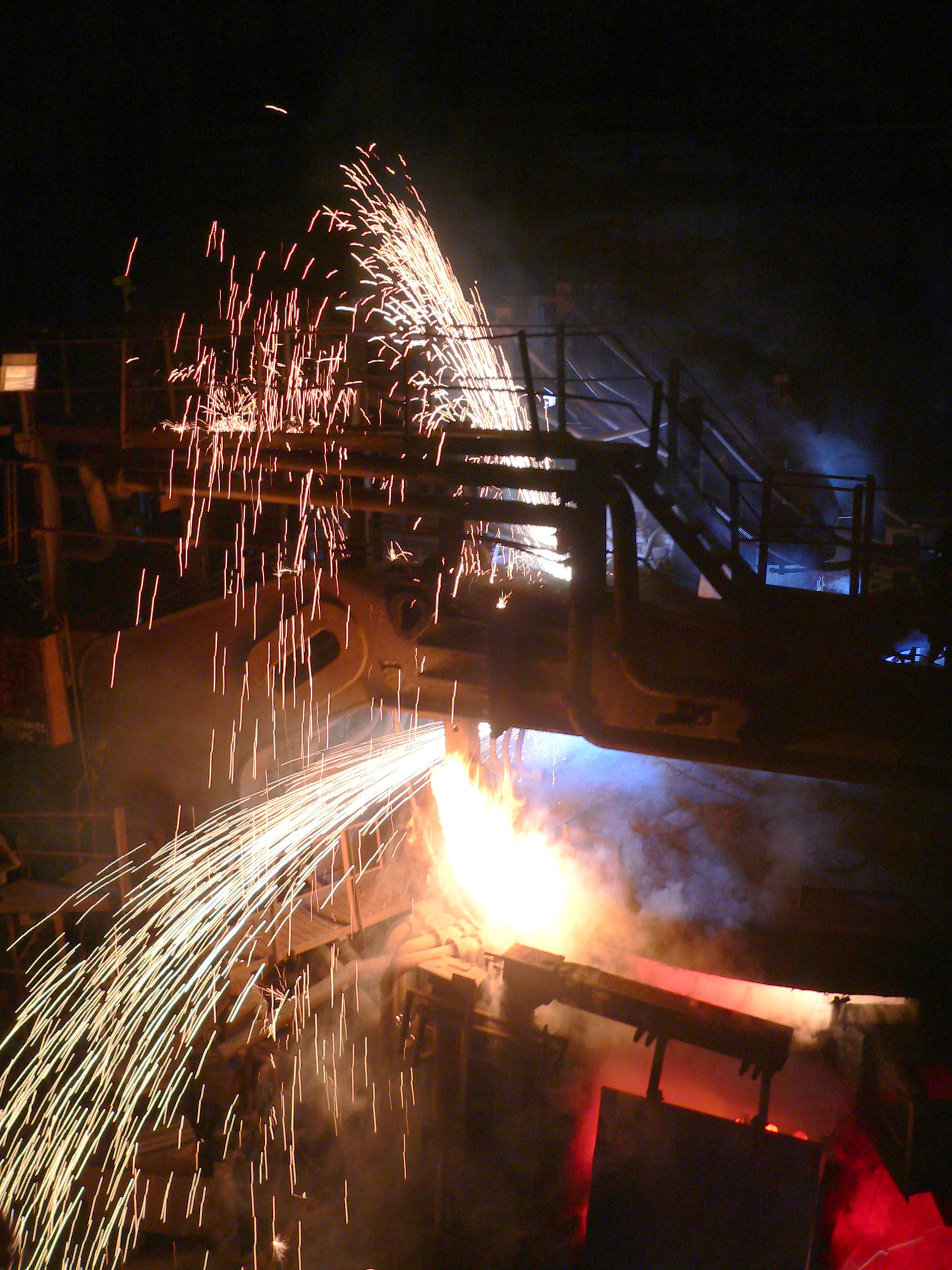
L'interno durante una dimostrazione dei processi di lavorazione dell'acciaio

Si trova in una acciaieria dismessa nel distretto di Templeborough a Rotherham, in Inghilterra. Il sito ospitava le acciaierie Steel, Peech e Tozer (anche conosciute come Steelos). Nel 50 d.C. dove ora sorge l'edificio vi era il forte romano di Templeborough.
Le mostre principali sono suddivise in quattro padiglioni: Terra, Aria, Fuoco e Acqua. C'è anche una grande area giochi all'aperto Sci-Tek e un'area con giochi d'acqua chiamata Aqua-Tek.
Il centro, spesso utilizzato per allestire eventi, conferenze e concerti, è lungo oltre 400 metri e ha vinto l'Enjoy England Gold Award nel 2006.
Il processo creativo, di sviluppo, di finanziamento e di costruzione è stato guidato da Stephen Feber, che ha selezionato il team di progettazione, guidato dagli architetti Wilkinson Eyre e dai designer della mostra Event Communications. Tim Caulton ha diretto lo sviluppo della mostra, introducendo vari effetti spettacolari che simulano la lavorazione dell'acciaio, le operazioni compiute in acciaieria e fonderia e le opere dell'artista brasiliano di San Francisco Cork Marcheschi. Le mostre di Magna hanno vinto la categoria Best Exhibition ai Design Week Awards del 2002.
Il Magna Science Adventure Center ha vinto il RIBA Stirling Prize nel 2001 per l'innovativo uso dello spazio nelle vecchie acciaierie, con la progettazione del complesso effettuata dagli architetti Wilkinson Eyre Architects, Mott MacDonald e Buro Happold.
Il centro riceve mediamente 120 000 visitatori all'anno.